# Municipi de Filipstad
El Municipi de Filipstad (en suec, Filipstads kommun) és un municipi del Comtat de Värmland en el centre oest de Suècia. La seva capital és la localitat de Filipstad. L'actual municipi va ser creat l'any 1971 quan la ciutat de Filipstad es va fusionar amb els municipis rurals de Kroppa, Rämmen i Värmlandsberg.

## Localitat
Amb almenys 200 habitants:
- Filipstad, 6.300 habitants (capital)
- Lesjöfors, 1.247 habitants
- Nykroppa, 1.020 habitants
- Persberg, 350 habitants
- Nordmark, 250 habitants